# Ivan Krajačić
Ivan Krajačić, hrvaški general in politik, * 29. avgust 1906, † 1986.

## Življenjepis
Leta 1933 je vstopil v KPJ. Med letoma 1936 in 1939 je sodeloval v španski državljanski vojni. 
Leta 1941 se je pridružil NOVJ. Med drugo svetovno vojno je bil poveljnik 2. operativne cone, organizacijski sekretar CK KPH, načelnik Ozne za Hrvaško. V 80.letih je postalo splošno znano, da je bil agent KGB oz. sovjetske obveščevalne službe, kar je bil že med 2.svetovno vojno. 
Po vojni je bil minister za notranje zadeve Hrvaške, član CK ZKJ, Izvršnega komiteja CK ZKH, Zveznega odbora SSRNJ, Sveta federacije,...

## Odlikovanja
- red narodnega heroja
- red partizanske zvezde
- red ljudske osvoboditve